# Louis Guidon
Louis Guidon est un aviateur français, pionnier de l'aviation et pilote d'essai. Il est né le 15 avril 1896 à Moulins dans l'Allier et mort le 23 mai 1988 à Figeac dans le Lot. Il fut pilote de ligne à la Franco-Roumaine, une des toutes premières compagnies aériennes françaises, une des compagnies à l'origine d'Air France (création en 1933).

## Biographie
Louis Guidon est engagé volontaire pendant la Première Guerre mondiale. De l'artillerie en 1914, il passe à l'aviation militaire en avril 1917. En mai 1917, il est élève -pilote à l'école d'aviation militaire de Juvisy-sur-Orge, dont il sort avec le grade de sergent, pilote de bombardier.

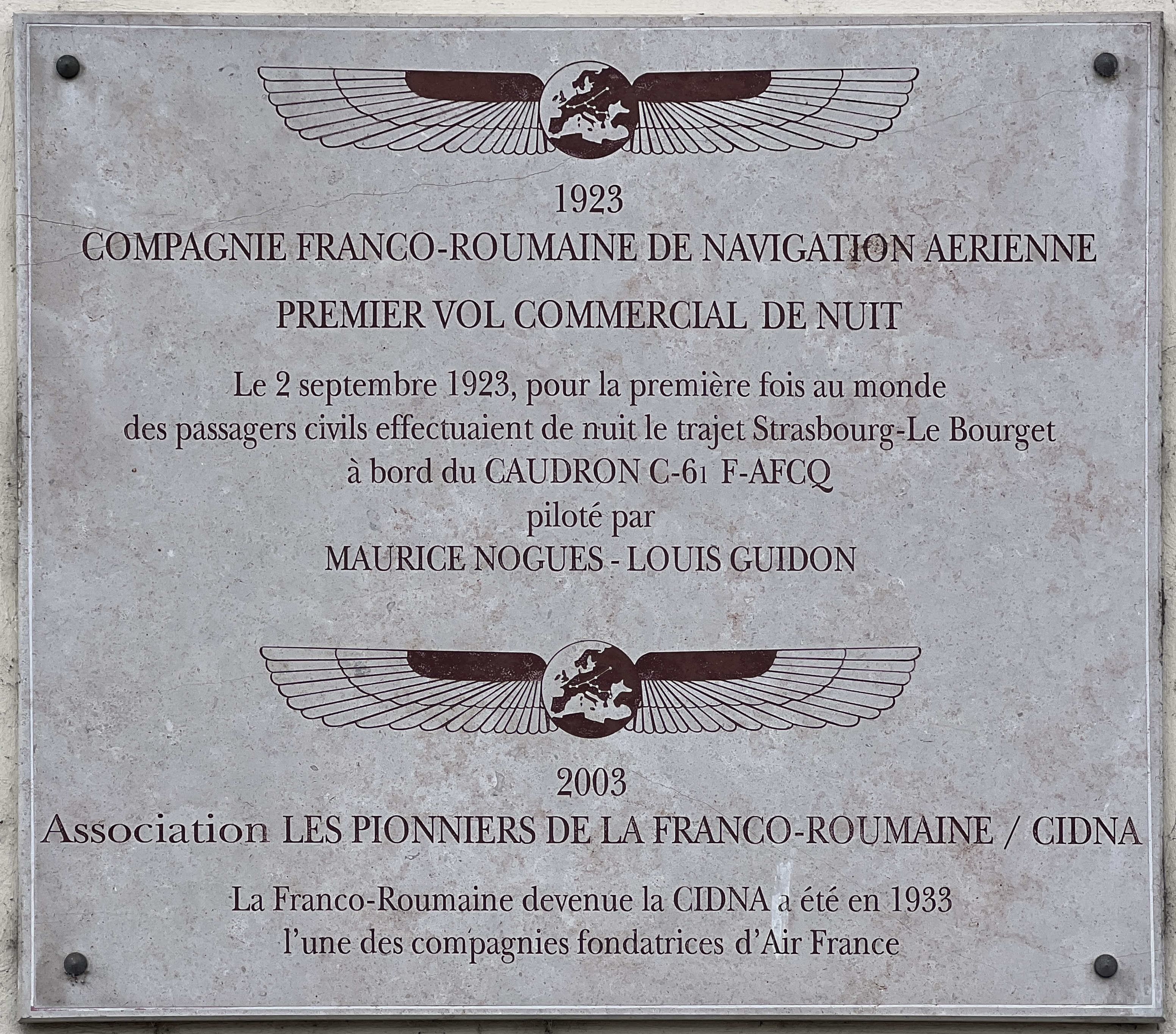
Plaque en mémoire du premier vol commercial de nuit le 2 septembre 1923 (aéroport du Bourget).

Après le conflit, il pilote (dans la Compagnie Internationale de Navigation aérienne - CIDNA). En 1923, il réussit le premier vol commercial de nuit (Paris-Strasbourg) avec passagers en compagnie du pilote Maurice Noguès. Il vole aussi en direction de l'Europe centrale.
En 1933, il est pilote d'essai chez Caudron-Renault.
Pendant la Seconde Guerre mondiale, en 1944, il est capitaine, commandant les écoles d'aviation françaises du Moyen-Orient.
À l'issue du conflit, il est nommé commandant puis dirige la base aérienne de Caen-Carpiquet.
Après son départ de l'Armée de l'air, il devient maire de Bagnac-sur-Célé (Lot) de 1965 à 1971).
Il est inhumé au cimetière de Figeac.

## Décorations et mémoire
- Officier de la Légion d'honneur
- Médaille de l'Aéronautique
- Une plaque commémorative à l'aérodrome de Paris-le Bourget a été implanté en commémoration de son vol de 1923 (il avait été d'ailleurs directeur du parc des expositions du Bourget).
- Une rue à Bagnac-sur-Célé porte son nom